# Любохонское городское поселение
Любохо́нское городское поселение — муниципальное образование в южной части Дятьковского района Брянской области. Единственный населённый пункт — пгт Любохна.
Распоряжением Правительства РФ от 29 июля 2014 года № 1398-р «Об утверждении перечня моногородов» муниципальное образование включено в категорию «Монопрофильные муниципальные образования Российской Федерации (моногорода) с наиболее сложным социально-экономическим положением».

## Население
| 2009  | 2010  | 2011  | 2012  | 2013  | 2014  | 2015  |
| ----- | ----- | ----- | ----- | ----- | ----- | ----- |
| 5552  | ↘5446 | ↗5532 | ↗5736 | ↗5933 | ↗6215 | ↗6394 |
| 2016  | 2017  | 2018  | 2019  | 2020  | 2021  |       |
| ↗6509 | ↘6485 | ↘6314 | ↘6136 | ↘6067 | ↘4957 |       |

## История
Образовано в результате проведения муниципальной реформы в 2005 году, путём преобразования дореформенного Любохонского поссовета.